# Blood Red Throne (musikalbum)
Blood Red Throne är det sjunde studioalbumet med det norska death metal-bandet Blood Red Throne. Albumet släpptes 2013 av skivbolaget Sevared Records.

## Låtlista
1. "Soulseller" – 4:01
2. "In Hell I Roam" – 4:22
3. "Hymn of the Asylum" – 3:07
4. "Primitive Killing Machine" – 4:05
5. "Deatholation" – 3:50
6. "Torturewhore" – 3:44
7. "Exoneration Manifesto" – 4:39
8. "Dødens makt" – 3:01
9. "March of the Undying" – 5:04

## Medverkande
Blood Red Throne
- Død (Daniel Olaisen) – gitarr
- Emil Wiksten – trummor
- Meathook (Ivan Gujic) – gitarr
- Bent (Ole Bent Madsen) – basgitarr
- Bolt (Yngve Christiansen) – sång

Andra medverkande
- Audun Grønnestad – ljudtekniker
- Martin Skar Berger – ljudmix, mastering
- Rafael Tavares – omslagskonst